# Annabel Marcos i Vilar
Annabel Marcos i Vilar (Amposta, 1968) és una advocada i política catalana, diputada al Parlament de Catalunya en la IX i X legislatures.

## Biografia
Llicenciada en Dret, té postgraus de Dret Urbanístic i de Dret d'Administració Local. Militant de Convergència Democràtica de Catalunya, n'és la presidenta de la secció d'Amposta. De 2003 a 2010 ha estat gerent de la Societat Anònima Municipal de la Gestió d'Amposta. En 2011 va substituir en el seu escó Francesc Xavier Pallarès i Povill, elegit diputat a les eleccions al Parlament de Catalunya de 2010, i fins al final de la legislatura fou secretària de la mesa de la Comissió de Salut del Parlament de Catalunya. Fou escollida diputada a les eleccions al Parlament de Catalunya de 2012 per la província de Tarragona. Fins al final de la legislatura ha estat secretària de la mesa de la Comissió d'Agricultura, Ramaderia, Pesca, Alimentació i Medi Natural del Parlament de Catalunya. A les eleccions al Parlament de Catalunya de 2015 formarà part de la candidatura Junts pel Sí per la província de Tarragona.
Des de l'1 de març de 2016 fins al 3 d'abril de 2018 ha estat directora de l'Institut de Seguretat Pública de Catalunya, destituïda pel 155 per haver transportat urnes de l'1-O.
El juny de 2018 va ser nomenada secretària d'Administració i Funció Pública del Departament de Polítiques Digitals i Administració de la Generalitat de Catalunya i ocupant el càrrec l'any 2019 va concórrer a les eleccions municipals com a número dos per Junts per Amposta (PDeCAT) que va viure la pitjor jornada electoral del partit a l'obtenir un únic regidor.